# Adolf Johann Cord Rüter
Adolf Johann Cord Rüter (Delft, 14 maart 1907 - Leiden, 18 augustus 1965) was een Nederlands historicus.
Rüter promoveerde in 1935 op het proefschrift: De spoorwegstaking van 1903, een spiegel der arbeidersbeweging in Nederland (Leiden, 1935). In 1946 werd hij als opvolger van Colenbrander benoemd op de leerstoel Vaderlandse Geschiedenis van de Universiteit Leiden. Rüter werd in 1952 directeur van het Internationaal Instituut voor Sociale Geschiedenis in Amsterdam, als opvolger van Nicolaas Posthumus. In 1960 verscheen zijn studie Rijden en staken: de Nederlandse Spoorwegen in oorlogstijd (Den Haag, 1960), met als hoofdonderwerp de tweede grote Nederlandse spoorwegstaking van 1944. In 1961 werd hij aan de Leidse universiteit de allereerste Nederlandse hoogleraar Sociale geschiedenis.